# 马巷街道
马巷街道是中华人民共和国福建省厦门市翔安区下辖的一个街道办事处。馬巷之地於宋時屬綏德鄉，清時屬馬巷廳，中華民國大陸時期為鎮。中华人民共和国建立後，其建制曾反覆於行政建制镇、乡與人民公社間徘徊，2021年正式改為街道办事处，並與新店街道一同進行進一步的分拆。2018年與2019年仍為行政建制镇時，分別為中国百强乡镇第48名與第50名。

## 歷史
馬巷之地於宋時已有綏德鄉的建制，並下分翔風里、民安里、同禾里三里:82-84。清高宗於乾隆四十一年六月二十九日（1776年8月12日）硃批准許自同安縣析置馬巷廳，為福建省泉州府所隸的散廳:56, 60。雲南省阿迷州舉人萬友正新任馬巷廳通判時曾纂修《泉州府馬巷廳志》，並於乾隆四十二年（1777年）成書，後於光緒十九年（1893年）由黃家鼎校刊。
中華民國建立後實行廢府、州、廳改縣，馬巷廳因而被撤銷，並併回同安縣:25，而同安縣則派遣馬巷縣佐駐馬巷管理原馬巷廳之地:239，其地改稱馬巷鎮。民國24年（1935年）行保甲、設區署，馬巷鎮屬第二區第十辦事處。民國29年（1940年）撤聯保及辦事處，馬巷鎮仍屬第二區，轄舫陽、五權、牖民、三鄉、侯亭、桐梓、後濱7保。民國32年（1943年）撤區，馬巷鎮列為甲等鄉鎮，轄8保、51村（街），鎮政府駐後濱社。民國36年（1947年），馬巷鎮屬第五區，轄30保。
1952年10月，改屬第八區。1955年10月，改稱馬巷鄉，屬馬巷區。1956年6月復名馬巷鎮，設鎮公所，直屬同安縣。1959年2月裁鎮，分解為大隊屬馬巷人民公社。1961年9月，原馬巷鎮區改稱馬巷人民公社（僅有五星大隊），屬馬巷區。1964年4月撤區併社，原馬巷鎮區5個居民委員會（村民委員會）改屬馬巷人民公社。1984年4月，恢復馬巷鎮建制，馬巷鎮轄友民、三鄉、後亭、五美等4個居民委員會與五星村民委員會。同年9月，政社分開，各地建立鄉、鎮人民政府，馬巷人民公社亦改為後濱鄉。1987年，後濱鄉併入馬巷鎮，馬巷鎮實行鎮管村制度。馬巷鎮於2018年與2019年分別為中国百强乡镇第48名與第50名。2021年，马巷镇先於1月6日改為街道辦事處，後於同年4月25日與新店街道一同析置为新店、凤翔、金海、香山、马巷、民安六个街道辦事處。

## 行政区划
2021年4月25日的行政區劃調整前，马巷街道（2021年1月6日前為马巷镇）辖以下34个社区：五美社區、友民社區、三鄉社區、後亭社區、五星社區、桐梓社區、後濱社區、鄭坂社區、曾林社區、後許社區、黎安社區、西坂社區、舫陽社區、沈井社區、市頭社區、朱坑社區、濱安社區、舫星社區。
2021年4月25日的行政區劃調整後，马巷街道辖以下18个社区：五美社区、友民社区、三乡社区、后亭社区、五星社区、桐梓社区、后滨社区、曾林社区、后许社区、沈井社区、黎安社区、舫阳社区、舫星社区、滨安社区、郑坂社区、西坂社区、市头社区、朱坑社区。